# Abraj Al Bait-toren
De Abraj Al Bait-toren (Arabisch: أبراج البيت Abrādsch al-Bayt) is een wolkenkrabber in Mekka, Saoedi-Arabië. De wolkenkrabber staat met vele records geboekt; als de op twee na hoogste wolkenkrabber ter wereld na de Burj Khalifa in Dubai en de Shanghai Tower in Shanghai, als het hoogste hotel ter wereld en als het gebouw met de grootste klok ter wereld.
Het toren-complex staat op de plaats waar tot 2002 het 18e-eeuwse Ottomaanse Ajyad-kasteel stond.
Het is een complex van verschillende gebouwen waarvan het hoogste 601 meter meet. Het complex heeft opgeteld de op een na grootste vloeroppervlakte ter wereld, met zo'n 1.500.000 m² (na de 1.700.000 m² van het New Century Global Centre in Chengdu, China). Verder is er ook een vier verdiepingen groot winkelcentrum, de Abraj Al Bait Mall, aanwezig en een parkeergarage met plaats voor meer dan 1000 auto's.
Het complex torent boven de Ka'ba, het centrale heiligdom van de islam. In het hotel is plaats voor 10.000 bezoekers van de Ka'aba en in de hoogste toren is ook een vijfsterrenhotel voor bezoekers van de Hadj. Er zijn ook woontorens met helikopterdekken voor zakenmensen. In totaal kunnen er ongeveer 100.000 mensen in de torens verblijven. De hoogst bewoonbare verdieping is op 451 meter hoogte, net onder de klokken. De bovenkant van de klokken is op 494,1 meter hoogte; daarop staat nog een 70 meter hoge top wat de toren tot 601 meter hoog maakt. In 2006 werd als hoogte 591 meter gepland, maar in 2009 werd publiek gemaakt dat de uiteindelijke hoogte 601 meter zou bedragen.
De hoogste toren is ontworpen door de Duitse architect Mahmoud Bodo Rasch. Volgens het Saoedische Ministerie van Islamitische Zaken heeft het project in totaal 15 miljard Amerikaanse dollars gekost.

## Klok
De wijzerplaat van de klok (op het hoogste gebouw van het complex) is zichtbaar van zo'n 25 kilometer afstand. Het is de grootste klok op aarde. Alle vier klokken (aan elke kant van het gebouw één) hebben een diameter van 43 meter en worden verlicht met 2 miljoen ledlichtjes. De klokken zijn de hoogste klokken ter wereld. Net boven de klokken staan teksten uit de Koran. Op alle vier hoeken staat een grote gouden pilaar. De vier zijden van de klokken zijn bedekt met 98 miljoen mozaïekstukjes van glas. De wijzer voor de minuten is 21 meter lang en de wijzer voor de uren is 17 meter lang. De klok is ontworpen door PERROT GmbH & Co te Duitsland.

## Torens
Het complex bestaat uit zeven wolkenkrabbers:
| Toren      | Hoogte | Verdiepingen | Gebouwd | Status  |
| ---------- | ------ | ------------ | ------- | ------- |
| Hoteltoren | 601m   | 120          | 2011    | gebouwd |
| Hagar      | 260m   | 48           | 2011    | gebouwd |
| Zamzam     | 260m   | 48           | 2011    | gebouwd |
| Cas        | 250m   | 45           | 2012    | gebouwd |
| Qibla      | 250m   | 45           | 2011    | gebouwd |
| Marwah     | 240m   | 42           | 2008    | gebouwd |
| Safa       | 240m   | 42           | 2007    | gebouwd |